# Peelstraat (Amsterdam)
De Peelstraat is een straat in Amsterdam-Zuid, Veluwebuurt; in de volksmond Landstrekenbuurt.

## Geschiedenis en ligging
De Peelstraat kreeg haar naam per raadsbesluit 1 april 1964; ze werd daarbij vernoemd naar de Peel, een landstreek om de grens tussen Noord-Brabant en Limburg. Toen de straat haar naam kreeg werd gelet op de straatnamen in deze buurt, alle vernoemd naar Nederlandse landstreken, maar dan al in 1939. De Peelstraat werd als het ware toegevoegd aan de buurt. Het straatje begint aan de De Mirandalaan en eindigt aan het Baroniepad. Ze loopt parallel aan de President Kennedylaan en de Zuidelijke Wandelweg.

## Gebouwen
Het grootste deel van de Veluwebuurt en/of Landstrekenbuurt is bebouwd met Airey-woningen van J.F. Berghoef, het zogenaamde Amstelhof (1951-1952). Toen werd er aan de Peelstraat nog niet gebouwd. Dit is terug te vinden in de architectuur van de straat die niet aansluit bij de naoorlogse architectuur uit de jaren vijftig van Amstelhof. Aan de Peelstraat staat 21e eeuwse architectuur. Er staan slechts drie gebouwen:
- Het Kennedy House uit 2012
- Gebouw De Miranda uit 1998
- Humaniaire kindschool De Wereldboom uit 2019 op nummer 171.

### Peelstraat 171
De Humanitaire Kindschool De Wereldboom liet haar schoolgebouwen alhier grondig vernieuwen door Architectenbureau Berger Barnett uit Amsterdam. Rondom een binnenplaats met boom werd een centrum voor kinderonderwijs gebouwd met basisschool voor regulier en speciaal onderwijs, kinderopvang en buitenschoolse opvang, aldus Het Parool van 13 maart 2020. Jaap Huisman schrijver over architectuur van die krant, vond het gebouw fraai en een vriendelijke uitstraling hebben. De bestaande bouw werd in het nieuwe gebouw geïntegreerd, al werd een deel aan de Peelstraat weggehaald om meer speelruimte te creëren. Op de binnenplaats en aan de achtergevel bevinden zich eveneens speelplaatsen. Om het gebouw (grotendeels) energieneutraal te maken is het dak voorzien van zonnepanelen en is er ook een warmtepomp. In aanvulling daarop zijn ook de speelruimten rainproof gemaakt; hetgeen inhoudt dat bij hevige regenval overtollig regenwater weg kan stromen in onbetegelde ruimten die beplant zijn. Het gebouw werd in 2020 voor de Amsterdamse Architectuur Prijs.

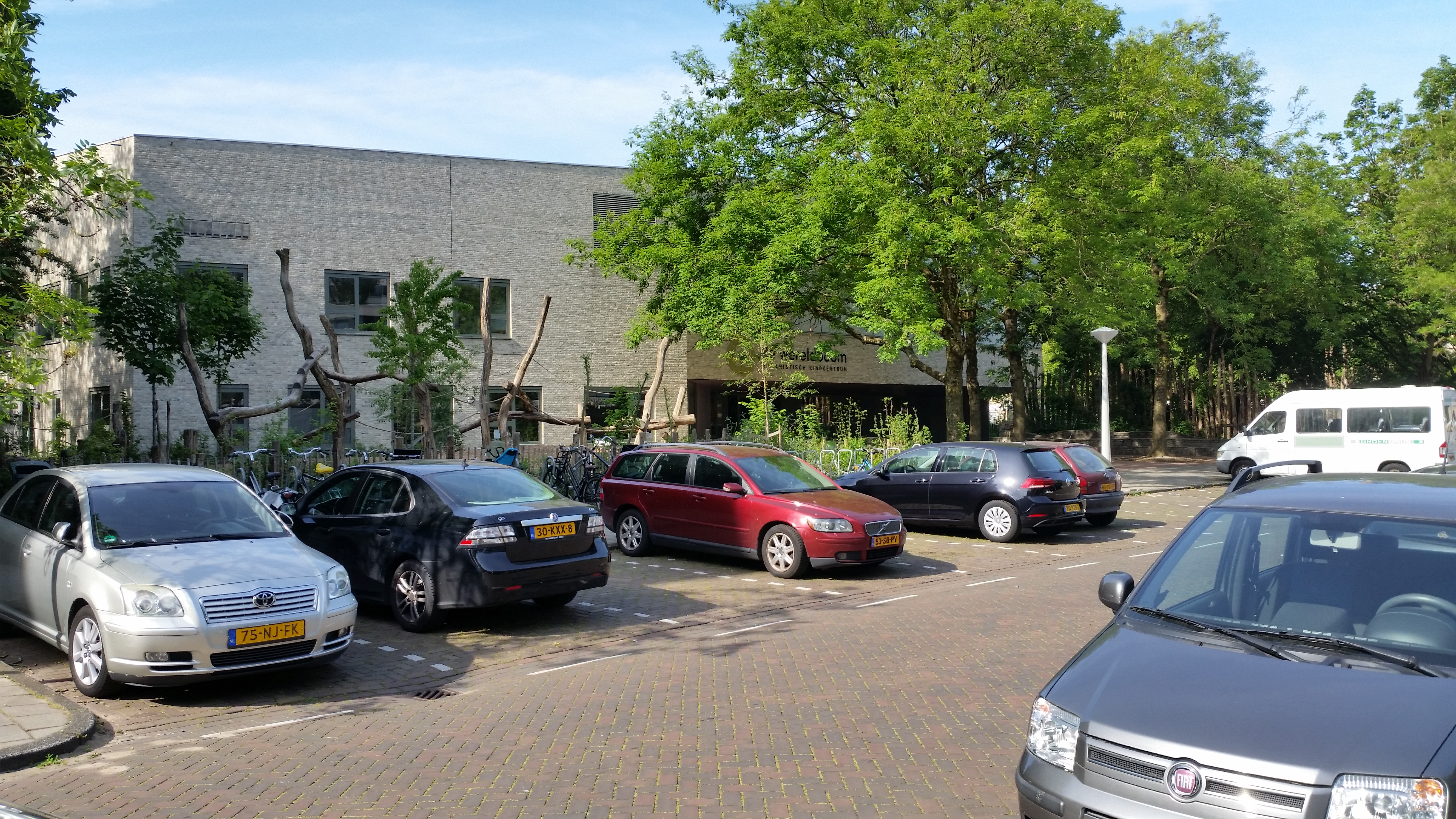
Humanitaire school (mei 2020)

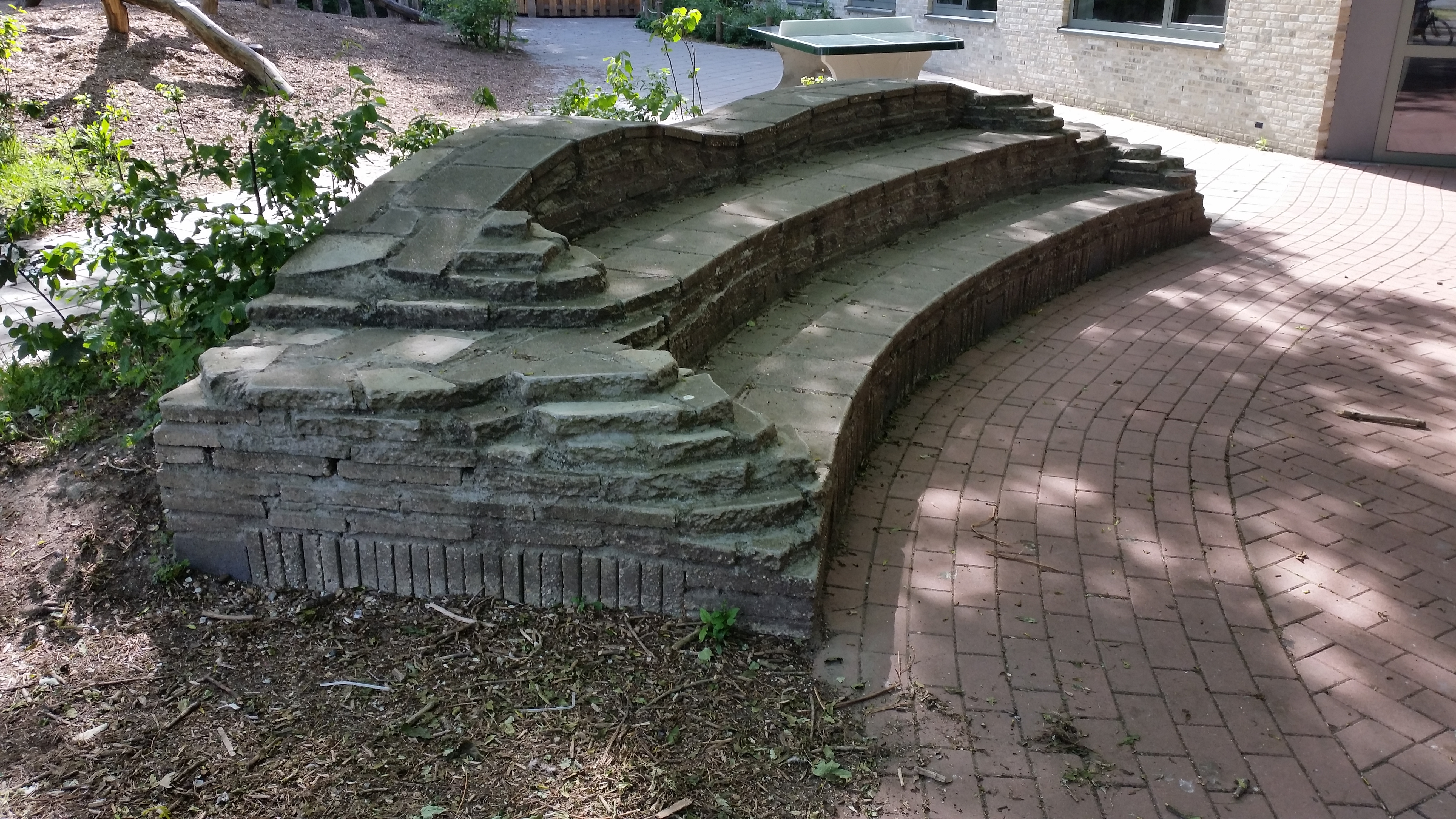
Zitbank nabij de school (mei 2020)